# Blockstream

Logotipo da Blockstream

Blockstream é uma companhia de tecnologia focada em inovação em criptomoedas e contratos inteligentes, localizada em Montreal, Canadá. Fundada por Adam Back, Gregory Maxwell, Pieter Wuille e outros oito co-fundadores no final de 2014, tem como uma de suas principais atividades o seu trabalho com sidechains.

## Origem da empresa
A tecnologia usada em sidechains foi originalmente descrita em um white paper de outubro de 2014, escrito por vários dos fundadores da companhia, com o objetivo de solucionar problemas de escalabilidade do Bitcoin, propondo redes ponto-a-ponto descentralizadas para facilitar a validação de operações sem ter que aumentar o tamanho do bloco, mas sem ter o problema de fragmentação de estrutura e falta de interoperabilidade apresentado em altchains. A proposta inicial da Blockstream é o uso dos chamados 'pegged sidechains' para a transferência de ativos entre múltiplas blockchains e altcoins.
No white paper apoiado pela Blockstream, atenção foi trazida para a necessidade de mudanças na infraestrutura do Bitcoin e sua blockchain para se adequar às demandas do mercado atual, como a criação de uma uma rede de blockchains, com a usada atualmente pelo projeto da Bitcoin designada como blockchain pai, e as transações entre estas estariam sujeitas a uma prova de validação para preservação dos valores. A tecnologia proposta requer apenas um soft fork do protocolo Bitcoin, ou seja, uma evolução do código atual mas com retrocompatibilidade.

## História

### 2014
Em novembro de 2014, a Blockstream anunciou um investimento de 21 milhões de dólares, com cerca de 40 investidores, numa rodada liderada por Reid Hoffman, co-fundador da LinkedIn, além de empresas de investimentos de risco como a Khosla Ventures e a Real Ventures. Hoffman cita a extensibilidade da capacidade do Bitcoin Core, projeto no qual a Blockstream é um dos maiores contribuidores, como o principal ponto para o apoio à companhia.

### 2015
Em junho de 2015, Blockstream lançou a versão alpha de seu software de sidechains, o Sidechain Elements. Elements é um ambiente de desenvolvimento e testes online, consistindo de, além do software básico para construir uma sidechain de testes, diversos componentes que não estão presentes na blockchain do Bitcoin: transações confidenciais, segregated witness, novos códigos de operação, outorga de ativos básicos e uma carteira virtual. Esse ambiente é rodado sobre uma sidechain com modelo de segurança federado, que, apesar de ser ponto-a-ponto e baseada em consenso, a segurança para a blockchain é provida por um grupo de funcionários pré-definidos.
Em julho desse ano, a Blockstream, juntamente à Bitgo, Bitnet, Xapo e outras empresas do ramo de criptomoedas, enviou uma carta ao senado da Califórnia para agilizar o processo da legislação de moedas digitais, em busca de uma política pró-tecnologia que licencia e regulamenta negócios de moedas digitais.
Em setembro, Rusty Russel, conhecido pelo seu trabalho no kernel Linux, foi contratado pela Blockstream para trabalhar na implementação da Lightning Network (LN) do Bitcoin. A Lightning Network propõe reduzir os custos de transação por permitir que nós armazenem dados de transações em cache antes de submetê-las para a blockchain.
Em 12 de outubro de 2015, a Blockstream anunciou o lançamento de sua sidechain Liquid, que é uma pegged sidechain, permitindo transferências de ativos entre a sidechain e a blockchain principal. A Blockstream alega que Liquid reduz os atrasos e desacordos envolvidos em uma transferência normal de bitcoins e que casas de câmbio participantes — Bitfinex, BTCC, Kraken, Unocoin e Xapo — podem realizar trocas instântaneas entre suas contas e blocos de pedidos. O código fonte da Liquid é aberto, e a Blockstream afirma que pode ser incorporado ao protocolo bitcoin.

### 2016
Em janeiro, a Blockstream abre parceria estratégica com a PwC, companhia prestadora de serviços profissionais, para trazer soluções a partir da tecnologia blockchain e suas funcionalidades para empresas ao redor do mundo.
Em fevereiro de 2016, outra rodada de investimentos foi realizada, com o montante de 55 milhões de dólares alcançado com o investimento originado de sete empresas: AngelList, AXA Strategic Ventures, Blockchain Capital, Data Collective, Digital Garage, Horizons Ventures e Mosaic Ventures.
Em março, Blockstream, juntamente com outras 10 novas companhias, entra como membro geral no Hyperledger, um esforço iniciado pela Linux Foundation, para dar suporte a livros-razão distribuídos baseados em blockchain. O projeto procura criar um padrão aberto para transações comerciais conduzidas globalmente via livros-razão distribuídos.
Em abril deste ano, a Blockstream contratou Christopher Allen, um pioneiro na segurança online, para trabalhar em iniciativas estratégicas, incluindo a participação da companhia com a colaboração multi-empresas Hyperledger. Allen ajudará, também, em esforços técnicos futuros com organizações de padrões internacionais como a W3C, IETF e OASIS.
Em maio de 2016, a Blockchain.info anunciou Thunder, que afirma ser uma continuação de Lightning.

## Controvérsia
Os debates sobre o tamanho de bloco do Bitcoin tem causado o questionamento sobre a capacidade do Bitcoin escalar. E a Blockstream, por possuir um relacionamento com o do Bitcoin Core através da contribuição de 5 de seus membros — Pieter Wuille, Jorge Timón, Gregory Maxwell, Mark Friedenbach, and Matt Corallo, é questionada sobre seu posicionamento em relação à mudança do tamanho de bloco. É indagado sobre as intenções de a Blockstream interferir no assunto por controlar o protocolo Bitcoin por meio do emprego de desenvolvedores do Bitcoin Core. Um dos desenvolvedores do Bitcoin, Mike Hearn, por outro lado, deixou o projeto por uma disputa envolvendo uma tentativa falha de aumento do tamanho de bloco, onde Hearn afirmava ser opor a Maxwell.
No entanto, Wladimir van der Laan, mantenedor chefe do Bitcoin Core, é financiado pela Iniciativa de Moedas Digitais do MIT e apenas integra requisições de atualização do código Bitcoin que possuem consenso técnico generalizado.

## Ligações Externas
- Sítio oficial
- Projeto Elements Arquivado em 21 de junho de  2016, no Wayback Machine.